# Brachygonia
Brachygonia is een geslacht van libellen (Odonata) uit de familie van de korenbouten (Libellulidae).

## Soorten
Brachygonia omvat 3 soorten:
- Brachygonia oculata (Brauer, 1878)
- Brachygonia ophelia Ris, 1910
- Brachygonia puella Lieftinck, 1937